# Лапобласьйон
Лапобласьйон (ісп. Lapoblación) — муніципалітет в Іспанії, у складі автономної спільноти Наварра. Населення — 151 особа (2009).
Муніципалітет розташований на відстані близько 260 км на північ від Мадрида, 70 км на захід від Памплони.
На території муніципалітету розташовані такі населені пункти: (дані про населення за 2009 рік)
- Лапобласьйон: 35 осіб
- Меано: 116 осіб

## Демографія
Динаміка населення (INE ):